# Szentimreváros
Szentimreváros Budapest egyik városrésze a XI. kerületben. Újbuda belvárosa a Gellért-hegytől délre. Szentimreváros ad otthont az önkormányzati hivatalok többségének, így a kerület igazgatási, a Móricz Zsigmond körtér és a Kosztolányi Dezső tér révén pedig közlekedési központja.
1934–1950 között az egész kerület hivatalos neve Szentimreváros volt.

## Fekvése
A kerület északnyugati részén fekszik. Északról Gellérthegy városrész, keletről Lágymányos, délről és nyugatról pedig Kelenföld határolja.
Határai: Ménesi út az Alsóhegy utcától – Mányoki út – Kelenhegyi út – Szent Gellért tér – Bartók Béla út – Móricz Zsigmond körtér – Fehérvári út – Bocskai út – Karolina út – Alsóhegy utca a Ménesi útig.

## Története
Az 1930-ban törvénnyel létrehozott, 1934-től működő XI. kerület egésze 1950-ig a Szentimreváros nevet viselte. A ciszterci rend által fenntartott plébániatemplom és a szomszédos gimnázium szintén Szent Imre nevét vette fel. A Fővárosi Közgyűlés 2007-ben 41 igen, 12 ellenszavazat, 10 tartózkodás mellett fogadta el az új városrésznevet.
A mai Újbuda addig jobbára mezőgazdasági jellegű területén a szentimrevárosi részen indult meg először a városiasodás, különösen a Szabadság híd megépülését követően, nagyjából a Szent Gellért tér és a Móricz Zsigmond körtér közti szakaszon. A 4-es metró megépülését követően az önkormányzat itt alakította ki a kerület kulturális városközpontját a belső Bartók Béla út mentén.

## Látnivalók
Itt található a kerület jelképe, az 1938-ban épült, neobarokk stílusú Szent Imre-templom és az előterében fekvő Feneketlen-tó, amely a bezárt Budai Parkszínpadnak is otthont adó parkban terül el. Védett terület a Villányi úti Budai Arborétum, amely a Budapesti Corvinus Egyetem Kertészeti, Élelmiszeripari és Tájépítészeti Karainak otthont adó campus körül terül el.
A Szent Imre Gimnázium és a Szent Margit Gimnázium impozáns épülete egyaránt a Horthy-korszakban épült neobarokk stílusban. A városrészhez tartozik továbbá a szecessziós stílusú Gellért gyógyfürdő és a Gellért Hotel, amelyek 1918-ra készültek el.
Szentimrevárosban szobra látható Szent Imrének (a Móricz Zsigmond körtéren), Móricz Zsigmondnak (ugyanott), Klebelsberg Kunónak (a Szent Imre-templom és a gimnázium között), Bartók Bélának (a Feneketlen-tó körüli parkban) és Kosztolányi Dezsőnek (a Kosztolányi Dezső téren, a Feneketlen-tó körüli parkban).